# Geirrod (satélite)
S/2004 S 38 es un satélite natural de Saturno. Su descubrimiento fue anunciado por Scott S. Sheppard, David C. Jewitt y Jan Kleyna el 8 de octubre de 2019 a partir de observaciones tomadas entre el 12 de diciembre de 2004 y el 22 de marzo de 2007.
S/2004 S 38 tiene unos 4 kilómetros de diámetro y orbita a Saturno a una distancia promedio de 21,908 Gm en 1211,02 días, con una inclinación de 154° a la eclíptica, en dirección retrógrada y con una excentricidad de 0,437.